# Sesebi

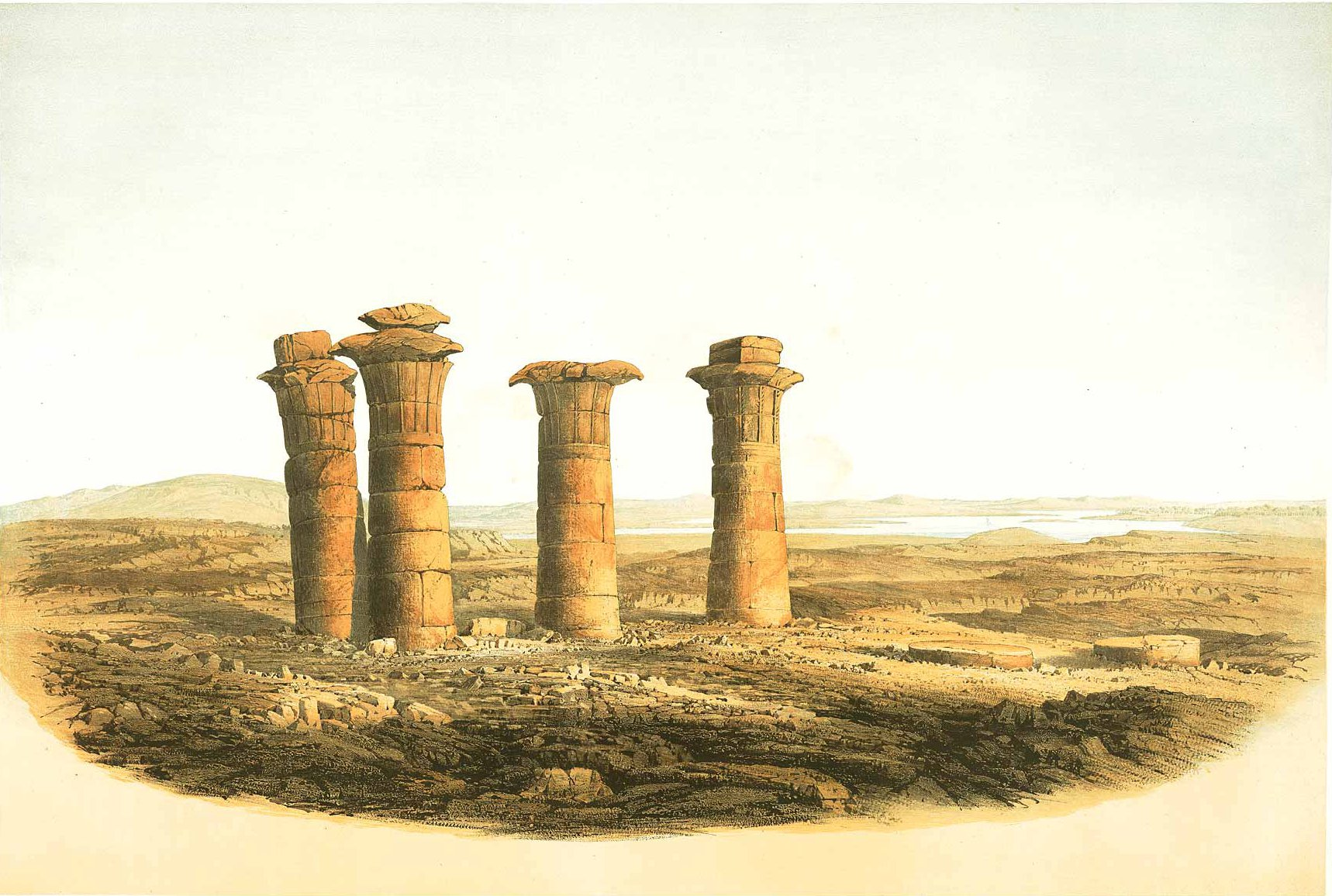
Ruinen von Sesebi

Sesebi (auch Sese oder Sudla genannt) ist eine befestigte Stadt (ca. 400 × 500 m groß) in Obernubien, am Westufer des Nils zwischen dem 2. und 3. Nilkatarakt, gegenüber von Delgo im heutigen Sudan.

## Name
Sesebi ist die von Ägyptologen benutzte Bezeichnung des Ortes, deren Etymologie unsicher ist, aber vielleicht auf eine Fehlinterpretation von Sese zurückgeht. Das nächstliegende moderne Dorf ist Sese (am Berg Sese).

## Geschichte
Gründungsbeigaben an der dortigen Stadtmauer zeigen, dass der Ort anscheinend besonders unter Amenophis IV. (ca. 1340–1324 v. Chr.), bevor er seinen Namen zu Echnaton änderte, ausgebaut wurde. Die Stadtmauern und der Tempel wurden unter ihm errichtet. Einzelne Funde, vor allem Keramikscherben, deuten aber an, dass es hier auch schon vorher eine Ansiedlung gab. Die Funde belegen eine Besiedlung bis in die Ramessidenzeit (um 1188 v. Chr. bis 1069 v. Chr.), wurde aber wahrscheinlich unter Ramses II. verlassen. Keramik belegt eine weitere Belegung in napatanischer Zeit.

## Details
Sesebi hat einen planmäßig ausgeführten Stadtplan mit Blocks von Häusern, die in einem Schachbrettmuster angelegt worden sind. Es konnten zwei Typen an Häusern unterschieden werden:
1. kleine Wohneinheiten mit Mittelraum ohne sanitäre Anlagen
2. große, wohl zweistöckige Gebäude mit sanitären Anlagen und einem Schlafzimmer mit einer Nische für das Bett

Im Norden der Stadt fanden sich vier Tempel, die wohl alle von Amenophis IV. erbaut worden sind. Sie waren Amun, Mut und Chons, sowie dem Sonnengott Aton geweiht. Sie wurden unter Sethos I. und Ramses II. vollkommen umdekoriert.
Nekropolen fanden sich westlich der Stadt. Die Gräber waren meist schon stark beraubt.

## Erforschung
Die Tempelruinen waren schon seit langem bekannt. Die Stadt wurde 1936–1937 von H. W. Fairman unter der Egypt Exploration Society ausgegraben. Es ist bisher nur ein Vorbericht zu den Ausgrabungen erschienen. Weitere Nachuntersuchungen finden seit 2008 statt.